# Antitrogus burmeisteri
Antitrogus burmeisteri är en skalbaggsart som beskrevs av Blackburn 1911. Antitrogus burmeisteri ingår i släktet Antitrogus och familjen Melolonthidae. Inga underarter finns listade i Catalogue of Life.